# Die Hexe (1954)
Die Hexe ist ein deutsches Filmdrama von 1954 unter der Regie von Gustav Ucicky. Die Hauptrollen sind mit Anita Björk und Karlheinz Böhm sowie Attila Hörbiger besetzt. Das Drehbuch von Emil Burri und Johannes Mario Simmel basiert auf dem gleichnamigen Roman von Fred Andreas.

## Handlung
„Dieser Film erzählt eine wahre Begebenheit, die vor etwa vierzig Jahren die Regierungen mehrerer europäischer Länder in größte Erregung versetzte. Unsere Geschichte beginnt im Juli 1902“:
In Gaisfeld kommt ein Zug an. Ihm entsteigen der ältere Graf Schartau und der junge Graf Ulrich Ziszek-Waldstein. Beide dienen im Regiment. Graf Schartau erzählt Graf Ziszek-Waldstein aus seiner Vergangenheit und von seiner, vor seiner Ehe aus einer Liaison mit einer Zofe entstandenen, Tochter Maria, an der seine Frau einen Narren gefressen habe. Die Gräfin ist schwer krank und vom anwesenden Hausarzt Dr. Harz erhält Graf Ziszek-Waldstein eine sonderbare Information über Maria. Kurz darauf wird er Zeuge, wie Maria leugnet, einen Brief geöffnet zu haben, dessen Inhalt sie aber kennt. Zu Graf Ziszek-Waldsteins großer Verblüffung demonstriert ihm Maria, dass sie genau weiß, wie viel Geld in seiner Geldbörse ist.
Dezember 1912: Zehn Jahre sind vergangen, als Maria auf einem gesellschaftlichen Ereignis erscheint. Sie ist gerade seit zwei Monaten aus Schweden zurück. Ihrem Vater ist das Zusammentreffen peinlich, er möchte, dass Maria das Fest verlässt. Einige Zeit später ruft Maria Graf Ziszek-Waldstein an und beide treffen sich. Ihre Zuneigung wächst und es dauert nicht lange, bis der Graf Maria seine Liebe gesteht und von Heirat spricht.
Die inzwischen verstorbene Gräfin Schartau hat Maria neben einem Gut in Kaliningrad auch Geld hinterlassen. Um Graf Ziszek-Waldstein ebenbürtig zu sein, möchte Maria, dass ihr Vater sie adoptiert. Nur dann könnte der Graf nach seiner Heirat weiterhin im Regiment dienen. Tatsächlich erreicht Maria, dass ihr Vater nachgibt und die nötigen Schritte zur Anerkennung seiner Tochter unternimmt. Scherzhaft wendet Schartau sich an Graf Ziszek-Waldstein und meint, der Graf werde erst einmal ihn fragen müssen, wenn er die Komtesse Maria Schartau heiraten wolle. Freudestrahlend kommt dieser der Bitte nach und hält bei Marias Vater um deren Hand an.
September 1913: Maria und Ulrich gehen die Ehe miteinander ein. Von Harz, dem Hausarzt der Familie, wird Graf Ulrich noch einmal ausdrücklich darauf hingewiesen, dass Maria ein außergewöhnlich sensibler Mensch sei. Und tatsächlich bittet Maria Ulrich kurz darauf, ihr noch etwas Zeit zu geben, auch wenn sie wisse, dass sie nun seine Frau sei. Die Hochzeitsreise führt das junge Paar nach Venedig. Eines Nachts hat Maria wieder eine ihrer Eingebungen. Ulrich ist erschrocken und meint, sie phantasiere nur. Beunruhigt ruft er Dr. Harz an und schildert ihm, was er während der Nacht mit seiner Frau erlebt hat. Der Arzt versucht mit den erhaltenen Informationen, ein mögliches Verbrechen zu verhindern, stößt jedoch bei dem zuständigen Beamten auf Unverständnis. Fünf Tage später ist ein kleiner Junge tot – ermordet. Maria hatte dieses Verbrechen vorausgesehen. Die Beamten wollen nun den Namen der Person, von der die Informationen stammen. Dr. Harz versucht zwar alles, um Maria aus der Sache herauszuhalten, muss ihren Namen letztendlich aber doch preisgeben. Auch für Graf Ulrich hat das Konsequenzen, da es nicht geben darf, was es nicht geben kann. Er wird nach Rom abkommandiert, quasi strafversetzt, auch wenn man das anders tituliert.
Mai 1914: Maria erzählt ihrem Mann nach einer weiteren Eingebung, wenn sie wolle, dass jemand sie liebe, dann erreiche sie das auch. Für Graf Ulrich hat das Anderssein seiner Frau weitere berufliche Konsequenzen. Maria hat allerdings inzwischen erreicht, dass die Frau des Botschafters sie in ihr Herz geschlossen hat. Ulrich will wissen, wann sie ihre Macht über andere Menschen erstmals eingesetzt habe. Maria erwidert, als sie ihn bei ihrem ersten Treffen in die Hand gebissen habe. Während Ulrich sich Gedanken macht, ob ein gemeinsames Kind Marias Eigenschaften erben könnte, gesteht Maria ihm, dass es ihr Tod wäre, wenn er sie verlassen würde.
Maria erwartet ein Kind. Sie vertraut Dr. Harz an, dass ihr Mann es noch nicht wisse und sie Angst habe, wie er diese Nachricht aufnehmen werde. Erschwerend kommt hinzu, dass Maria aus Österreich ausgewiesen werden soll, weil sie das Attentat von Sarajevo und den Ausbruch des Ersten Weltkriegs vorausgeahnt hat. Zwar versucht ihr Vater alles, um eine Ausweisung seiner Tochter rückgängig zu machen. Der Erzherzog besteht jedoch darauf und verlangt, dass Graf Ulrich wegen Marias Vorahnungen seinen vorzeitigen Abschied vom Militär nehmen muss.
Graf Ulrich bittet Maria, das Land erst einmal allein zu verlassen, er käme natürlich nach. Maria fügt sich, glaubt aber nicht daran, dass er sein Versprechen halten wird. Auf sich allein gestellt, schenkt Maria in einem Kloster einem kleinen Jungen das Leben. Im Glauben, die Liebe ihres Mannes verloren zu haben, verzweifelt Maria und schwindet dahin. „Was soll ich noch auf dieser Welt?“, sind ihre letzten Worte. Erschüttert stehen Graf Ulrich, Marias Vater und Dr. Harz am Totenbett der jungen Frau und Ulrich muss voller Schmerz erkennen, dass Maria auch dieses Mal recht behalten hat. Graf Schartau meint zu seinem Enkel: „Hoffentlich wirst du ein leichteres Schicksal haben als deine Mutter.“

## Produktion, Veröffentlichung
Produktionsfirma war die Capitol-Film GmbH (Berlin). Die Aufnahmeleitung hatte Georg Mohr, die Produktionsleitung Dietrich von Theobald. Für die Filmbauten waren Emil Hasler und Walter Kutz verantwortlich. Der Ton oblag Hermann Fritzsching, die Kameraführung Franz Hofer. Die Kostümentwürfe stammten von Alfred Bücken. Hergestellt wurde der Film im Filmstudio Berlin-Tempelhof, die Außenaufnahmen entstanden in Wien, Rom, Venedig, auf Capri sowie in der Steiermark. Der Weltvertrieb erfolgte über den West-Berliner Prisma-Filmverleih.
Der Film wurde am 5. Oktober 1954 unter der Prüfnummer 08625 einer FSK-Prüfung unterzogen und ab 12 Jahren freigegeben mit dem Zusatz „feiertagsfrei“. Uraufgeführt wurde er am 15. Oktober 1954 im Marmorhaus in Berlin. Der englische Vermarktungstitel lautet The Witch. In Jugoslawien lief der Film unter dem serbischen Titel Veštica.

## Kritik
Das Lexikon des internationalen Films führte aus: „Ein gepflegt inszenierter Unterhaltungsfilm, der über der melodramatischen Ausschmückung des ungewöhnlichen Frauenschicksals den zeitpolitischen Hintergrund vernachlässigt.“